# Partizipative Softwareentwicklung
Partizipative Softwareentwicklung ist die Erstellung von Computerprogrammen unter Einbeziehung der zukünftigen Benutzer. Dies hat unter anderem das Ziel, die Ergonomie und die Usability des Softwareprodukts zu steigern. Partizipation kann auf unterschiedliche Art erfolgen. Es ist naheliegend, den späteren Endbenutzer schon früh am Projekt mitarbeiten zu lassen. Der Kunde stellt qualifizierte Mitarbeiter ab, die ihre Wünsche und Anregungen mit einbringen. Dadurch wird einerseits ein höheres Maß der Benutzbarkeit des späteren Produkts erzielt und andererseits Mitbestimmung der Angestellten gewährleistet.

## Bedingungen erfolgreicher Partizipation
- Zugang zu wichtigen Informationen
- Möglichkeit unabhängig zu Problemen Stellung zu beziehen
- Teilnahme an Entscheidungen
- Angemessene Methoden zur partizipativen Entwicklung
- Spielräume für technische und organisatorische Lösungen